# Anorthōsī Ammochōstou
L'Anorthōsī Ammochōstou, nota a livello internazionale come Anorthosis Famagosta, o più semplicemente Anorthosis, è una società polisportiva cipriota, di cui la sezione più importante è quella calcistica, che oggi milita nel massimo campionato cipriota. Aveva sede presso la città di Famagosta, tuttavia il club si è dovuto trasferire a Larnaca (nella parte greca dell'isola) a seguito della invasione turca di Cipro del 1974.

## Storia
È stata fondata nel 1911 e milita nella prima divisione del campionato di calcio cipriota: è una delle tre squadre cipriote ad aver sempre militato in tale divisione insieme ad APOEL ed Omonia, l'unica non di Nicosia.
Alle due squadre della capitale contende il titolo di squadra cipriota più titolata, avendo vinto 13 campionati e 11 coppe. I periodi più densi di successo si ebbero a cavallo tra gli anni cinquanta e sessanta (6 campionati e 3 Coppe vinti) e alla fine del XX secolo (5 campionati, di cui 4 consecutivi, e 1 coppa conquistati).
In campo internazionale, il risultato più significativo si è avuto nella stagione 2008/2009 quanto è riuscita a qualificarsi, per la prima volta nella storia del calcio cipriota, alla fase finale a gironi della Champions League dopo aver disputato, vincendoli, tutti i preliminari. Nel Primo Turno gli armeni del Pyunik(1-0 - 2-0), nel secondo il Rapid Vienna (3-0 - 1-3), nel terzo turno i greci dell'Olympiakos (3-0 - 0-1). Nella fase a gironi l'Anorthosis ha disputato la prima gara in casa del Werder Brema, pareggiando 0 a 0. La prima storica vittoria, arriva nella seconda giornata, dove al GSP Stadium, i bianco-azzurri, batterono il Panathīnaïkos per 3 a 1. La loro avventura terminò però con la fase a gironi quando conclusero all'ultimo posto del Girone B con 6 punti.
Di particolare rilevanza è il fatto che dal 1974 la squadra non gioca più nella città di casa: a seguito dell'invasione turca di Cipro, le attività del club si sono svolte a Larnaca, nel sud-est dell'isola in mano greca, dove a partire dal 1986 sorge lo stadio dove l'Anorthosis gioca le partite casalinghe.

## Palmarès

### Competizioni nazionali
- Campionato cipriota: 13

1949-1950, 1956-1957, 1957-1958, 1959-1960, 1961-1962, 1962-1963, 1994-1995, 1996-1997, 1997-1998, 1998-1999, 1999-2000, 2004-2005, 2007-2008
- Coppa di Cipro: 11

1948-1949, 1958-1959, 1961-1962, 1963-1964, 1970-1971, 1974-1975, 1997-1998, 2001-2002, 2002-2003, 2006-2007, 2020-2021
- Supercoppa di Cipro: 7

1962, 1964, 1995, 1998, 1999, 2000, 2007

### Altri piazzamenti
- Coppa di Cipro:

Finalista: 1946-1947, 1949-1950, 1962-1963, 1993-1994, 1998-1999, 2007-2008
Semifinalista: 1934-1935, 1950-1951, 1952-1953, 1953-1954, 1965-1966, 1966-1967, 1969-1970, 1973-1974, 1978-1979, 1982-1983, 1991-1992, 1996-1997, 2010-2011, 2016-2017, 2019-2020

## Statistiche e record

### Statistiche nelle competizioni UEFA
Tabella aggiornata alla fine della stagione 2018-2019.
| Competizione                  | Partecipazioni | G  | V  | N | P  | RF | RS  |
| ----------------------------- | -------------- | -- | -- | - | -- | -- | --- |
| UEFA Champions League         | 4              | 20 | 7  | 6 | 7  | 26 | 21  |
| Coppa delle Coppe             | 2              | 4  | 0  | 1 | 3  | 1  | 18  |
| Coppa UEFA/UEFA Europa League | 18             | 60 | 24 | 5 | 31 | 79 | 110 |
| Coppa Intertoto               | 1              | 2  | 0  | 0 | 2  | 0  | 9   |

## Organico

### Rosa 2024-2025
Aggiornata al 1º ottobre 2024.
| N. |                       | Ruolo | Calciatore            |
| -- | --------------------- | ----- | --------------------- |
| 3  | Spagna (bandiera)     | D     | Fran García           |
| 4  | Cipro (bandiera)      | C     | Kōstakīs Artymatas    |
| 5  | Marocco (bandiera)    | D     | Nabil Marmouk         |
| 6  | Grecia (bandiera)     | D     | Giannīs Kargas        |
| 9  | Cipro (bandiera)      | A     | Dīmītrīs Theodōrou    |
| 15 | Uganda (bandiera)     | D     | Bevis Mugabi          |
| 17 | Cipro (bandiera)      | C     | Daniil Paroutis       |
| 18 | Cipro (bandiera)      | C     | Stefanos Charalampous |
| 20 | Polonia (bandiera)    | C     | Grzegorz Krychowiak   |
| 23 | Portogallo (bandiera) | D     | Kiko                  |
| 35 | Portogallo (bandiera) | D     | Sérgio Conceição      |
| 44 | Cipro (bandiera)      | D     | Pavlos Correa         |

| N. |                       | Ruolo | Calciatore                |
| -- | --------------------- | ----- | ------------------------- |
| 48 | Cipro (bandiera)      | C     | Michalīs Iōannou          |
| 52 | Cipro (bandiera)      | C     | Konstantinos Konstantinou |
| 88 | Cipro (bandiera)      | C     | Andreas Chrysostomou      |
| 90 | Cipro (bandiera)      | P     | Michalis Frangeski        |
| 91 | Cipro (bandiera)      | P     | Georgios Papadopoulos     |
| 92 | Cipro (bandiera)      | P     | Christoforos Vasiliou     |
| 99 | Cipro (bandiera)      | P     | Andreas Keravnos          |
|    | Cipro (bandiera)      | C     | Dimitrianos Juliou        |
|    | Portogallo (bandiera) | A     | Rafa Lopes                |
|    | Portogallo (bandiera) | D     | André Teixeira            |
|    | Ungheria (bandiera)   | A     | Ádám Gyurcsó              |